# Жиронден де Бордо
«Жиронде́н де Бордо́» (фр. Girondins de Bordeaux) — професіональний французький футбольний клуб з міста Бордо. Поза межами Франції відомий просто як «Бордо».

## Історія
Створений у 1881 році як спортивний клуб. Жирондинці вигравали чемпіонат Франції шість разів: 1950, 1984, 1985, 1987, 1999 та 2009 роках. Чотириразовий володар Кубка Франції з футболу: у 1941, 1986, 1987 та 2013 роках. Триразовий володар Кубка ліги з футболу: у 2002, 2007 та 2009 роках. Триразовий володар Суперкубка Франції: у 1986, 2008 та 2009 роках. Домашні поєдинки команда проводила до 2015 року на Стад Шабан-Дельма, названий на честь мера Бордо Жака Шабан-Дельма. Колишня назва стадіону Парк Лескур. З сезону 2015/16 клуб проводить матчі на Новому стадіоні. Клуб часто бере участь у європейських турнірах.
Найбільшим успіхом для клубу став фінал Кубку УЄФА 1996 року. Після кваліфікації до Кубку Інтертото, який жирондинці виграли, вони пройшли до групового етапу Кубку УЄФА. «Бордо» здобув путівку до фіналу після перемог над «Вардаром» (Скоп'є), «Ротором» (Волгоград), «Бетісом» (Севілья), героїчний чвертьфінал з «Міланом», та півфінал з празькою «Славією». У фіналі «Бордо» програв «Баварії» з розгромним рахунком 5:1.
З 2001 року клуб повністю належить французькій телевізійній компанії М6.

## Досягнення
Ліга 1:
- Чемпіон (6): 1950, 1984, 1985, 1987, 1999, 2009
- Віце-чемпіон (9): 1952, 1965, 1966, 1969, 1983, 1988, 1990, 2006, 2008

Кубок Франції:
- Володар (4): 1941, 1986, 1987, 2013
- Фіналіст (6): 1943, 1952, 1955, 1964, 1968, 1969

Суперкубок Франції:
- Володар (3): 1986, 2008, 2009

Кубок Ліги:
- Володар (3): 2002, 2007, 2009

Кубок чемпіонів:
- Півфіналіст (1): 1985

Кубок кубків:
- Півфіналіст (1): 1987

Кубок УЄФА:
- Фіналіст (1): 1996

Кубок Інтертото:
- Володар (1): 1995

### Логотипи

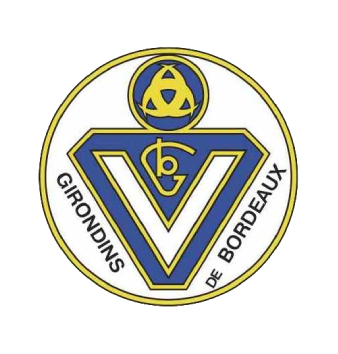
1936—1955
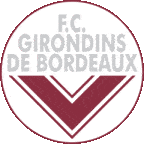
1993—1996
1996—2002
2002—2020
2020—2021
2021—

## Переможці
Основний склад у чемпіонських сезонах:
1950: Бен Каддур М'Барек, Густав Депортер, Мануель Гарріга, Рене Галліс, Жан Святек, Жорж Меріньяк, Бен Ембарек Мустафа, Каміль Лібар, Едуард Каргу, Гі Меньє, Бертус де Гардер, Рене Персільйон. Тренер — Андре Жерар.
1984: Крістіан Делаше; Леонар Шпехт, Жан Тігана, Патрік Баттістон, Тьєррі Тюссо, Гернот Рор, Жан-Крістоф Тувенель, Ален Жиресс, Бернар Лякомб, Бернар Зеньє, Раймон Доменек, Рене Жирар, Антуан Мартінес, Дітер Мюллер. Тренер — Еме Жаке.
1985: Домінік Дропсі; Рене Жирар, Леонар Шпехт, Патрік Баттістон, Гернот Рор, Дітер Мюллер, Ален Жиресс, Бернар Лякомб, Жан-Крістоф Тувенель, Жан Тігана, Мішель Одрен, Антуан Мартінес, Тьєррі Тюссо. Тренер — Еме Жаке.
1987: Домінік Дропсі; Рене Жирар, Леонар Шпехт, Жан-Крістоф Тувенель, Патрік Баттістон, Ален Рош, Зоран Вуйович, Златко Вуйович, Жан-Марк Феррері, Філіпп Веркрюйсс, Жан Тігана, Філіпп Фаржон, Гернот Рор. Тренер — Еме Жаке.
1999: Ульріш Раме; Ерве Алікарт, Ниша Савельїч, Лассіна Діабате, Жоан Міку, Каба Діавара, Віктор Торрес Местре, Мішель Павон, Алі Бенарбія, Ліліан Ласланд, Коджо Афаню, Бруно Да Роша, Ромен Феррьє, Франсуа Гренет, Кікі Мусампа, Сільвен Вільтор. Тренер — Елі Боп.
2009: Ульріш Раме; Марк Планю, Фернандо Менегаццо, Сулейман Діавара, Маруан Шамах, Алу Діарра, Йоан Гуркюф, Давід Бельйон, Матьє Шальме, Фернандо Кавенагі, Йоан Гуффран, Феррейра Жуссіє, Бенуа Тремулінас, Вендел Жералдо. Тренер — Лоран Блан.
Володарі національного кубка:
1941: Андре Жерар, Мішель Омар, Хайме Мансісідор, Нордін Бен Алі, Йозеф Плесяк, Еміль Руммельгардт, Ференц Шукич, Емануель Лопес, Сантьяго Уртісбереа, Клод Прюво, Анрі Арнодо.
1986: Домінік Дропсі, Жан-Крістоф Тувенель, Гернот Рор, Ален Рош, Патрік Баттістон, Рене Жирар, Жан Тігана, Тьєррі Тюссо, Ален Жиресс, Бернар Лякомб (Лорен Лассаньє, 64), Уве Райндерс.
1987: Домінік Дропсі, Жан-Крістоф Тувенель, Зоран Вуйович, Леонар Шпехт, Ален Рош, Рене Жирар, Жан Тігана, Жозе Туре, Жан-Марк Феррері, Філіпп Фаржон, Златко Вуйович.
2013: Седрік Каррасо, Маріано, Людовик Сане, Карлос Енріке, Бенуа Тремулінас, Грегорі Сертич, Ярослав Плашил (Андре Поко, 67), Людовик Обраньяк, Анрі Севе, Ніколя Моріс-Белай, Шейх Діабате.

## Єврокубки
Вперше «жирондинці» дебютували на єврокубковій арені у сезоні 1968/69, але в першому ж раунді Кубка кубків поступилися «Кельну» з Західної Німеччини.
Статистика виступів у європейських клубних турнірах:
| Назва турніру                    | Ігри | Виграші | Нічиї | Поразки | Зг  | Пг  | GD  | Win%  |
| -------------------------------- | ---- | ------- | ----- | ------- | --- | --- | --- | ----- |
| Ліга чемпіонів (Кубок чемпіонів) | 50   | 21      | 16    | 13      | 55  | 52  | +3  | 42,00 |
| Кубок володарів кубків           | 10   | 6       | 1     | 3       | 14  | 10  | +4  | 60,00 |
| Ліга Європи (Кубок УЄФА)         | 129  | 64      | 25    | 40      | 184 | 141 | +43 | 49,61 |
| Кубок Інтертото                  | 8    | 6       | 2     | 0       | 22  | 5   | +17 | 75,00 |
| Всього                           | 197  | 97      | 44    | 56      | 275 | 208 | —   | 49,24 |

- Станом на 26 липня 2018 року.

Проти українських клубів:
Матч № 1. Кубок європейських чемпіонів
| 6 березня 1985 20:30 |

| «Бордо»    | 1 – 1 | «Дніпро»  |
| ---------- | ----- | --------- |
| Лякомб 10' | звіт  | Лютий 43' |

| «Шабан-Дельмас» (Бордо) Глядачів: 30 000 Арбітр: Ян Кейзер (Нідерланди) |

«Бордо»: Домінік Дропсі, Жан-Крістоф Тувенель, Гернот Рор, Леонар Шпехт, Патрік Баттістон, Рене Жирар, Жан Тігана, Фернанду Шалана (Тьєррі Тюссо, 80), Бернар Лякомб, Ален Жиресс, Дітер Мюллер. Тренер — Еме Жаке.
«Дніпро»: Сергій Краковський, Сергій Башкиров, Іван Вишневський, Сергій Пучков, Олександр Лисенко (к), Володимир Багмут, Віктор Кузнецов (Олексій Чередник, 63), Андрій Ділай, Володимир Лютий, Олег Протасов (Сергій Кулінич, 84), Олег Таран.
 Ділай (4).
Матч № 2
| 20 березня 1985 19:00 |

| «Дніпро»    | 1 – 1 | «Бордо»   |
| ----------- | ----- | --------- |
| Лисенко 11' | звіт  | Тюссо 75' |

| «Металург» (Кривий Ріг) Глядачів: 35 000 Арбітр: Карл-Гайнц Трічлер (ФРН) |

|  |       | Пенальті |
|  | 3 – 5 |          |

«Дніпро»: Сергій Краковський, Сергій Башкиров, Іван Вишневський, Сергій Пучков, Олександр Лисенко, Володимир Багмут (Віктор Кузнецов, 71), Олексій Чередник, Геннадій Литовченко (к), Володимир Лютий, Олег Протасов, Олег Таран.
«Бордо»: Домінік Дропсі, Жан-Крістоф Тувенель (Антуан Мартінес, 85), Гернот Рор, Леонард Шпехт, Патрік Баттістон, Тьєррі Тюссо, Жан Тігана, Фернанду Шалана, Бернар Лякомб, Ален Жиресс, Дітер Мюллер.
 Вишневський (20), Пучков (43), Чередник (50) — Тувенель (23).
 Вишневський (96, друга жовта картка)
Пенальті забили: Лисенко, Кузнецов, Пучков — Тюссо, Жиресс, Лякомб, Баттістон, Шалана
Пенальті не забив: Литовченко
До наступного раунду пройшов французький клуб.
Матч № 3. Кубок УЄФА
| 7 вересня 1988 19:00 |

| «Дніпро»  | 1 – 1 | «Бордо» |
| --------- | ----- | ------- |
| Лютий 50' | звіт  | Рош 24' |

| «Метеор» (Дніпропетровськ) Глядачів: 28 250 Арбітр: Ніл Мідглі (Англія) |

«Дніпро»: Валерій Городов, Сергій Башкиров, Іван Вишневський, Вадим Тищенко (Едуард Сон, 70), Олександр Сорокалет, Микола Кудрицький, Володимир Багмут, Олексій Чередник, Антон Шох (к), Володимир Лютий (Вадим Євтушенко, 74), Євген Шахов.
«Бордо»: Домінік Дропсі, Жан-Крістоф Тувенель, Гернот Рор, Дідьє Сенак, Ален Рош, Жан Тігана (к), Ерік Девільдер, Жан-Марк Феррері, Яннік Стопіра, Вінченцо Шіфо, Клайв Аллен (Домінік Тома, 70).
 Олексій Чередник (68).
Матч № 4
| 5 жовтня 1988 22:00 |

| «Бордо»              | 2 – 1 | «Дніпро»    |
| -------------------- | ----- | ----------- |
| Стопіра 47' Шіфо 73' | звіт  | Чередник 1' |

| Муніципальний стадіон (Бордо) Глядачів: 29 500 Арбітр: Гельмут Коль (Австрія) |

«Бордо»: Домінік Дропсі, Жан-Крістоф Тувенель, Зоран Вуйович, Дідьє Сенак, Ален Рош, Гернот Рор (Жан-Марк Феррері, 46), Жан Тігана (к), Ерік Девільдер, Яннік Стопіра, Вінченцо Шіфо, Клайв Аллен (Ерік Пеан, 87).
«Дніпро»: Сергій Краковський, Володимир Геращенко, Іван Вишневський, Сергій Пучков, Олександр Сорокалет (Едуард Сон, 60), Микола Кудрицький, Володимир Багмут, Олексій Чередник (Вадим Тищенко, 45), Антон Шох (к), Володимир Лютий, Євген Шахов.
 Шахов (26), Чередник (41), Лютий (85) — Тігана (45).
До наступного раунду пройшов французький клуб.
Матч № 5.Ліга Європи
| 14 лютого 2013 20:00 |

| «Динамо»  | 1 – 1 | «Бордо»      |
| --------- | ----- | ------------ |
| Аруна 20' | звіт  | Обраньяк 23' |

| «Олімпійський» (Київ) Глядачів: 24 953 Арбітр: Александру Тудор (Румунія) |

«Динамо»: Коваль; Велозу, Ярмоленко, Мехмеді (Рубен, 78), Михалик (К), Безус (Гармаш, 69), Краньчар (Гусєв, 61), Аруна, Тайво, Хачеріді, Віда.
«Бордо»: Каррассо; Енріке, Сане, Планю, Тремулінас, Плашил (К; Поко, 90+2), Фобер, Сертич, Обраньяк, Бельйон (Севе, 61), Моріс-Беле (Ролан, 66).
 Аруна (25), Михалик (55), Безус (64) — Сертич (86)
На 76-й хвилині Гусєв не реалізував пенальті.
Матч № 6
| 21 лютого 2013 22:05 |

| «Бордо»     | 1 – 0 | «Динамо» |
| ----------- | ----- | -------- |
| Діабате 20' | звіт  |          |

| «Шабан-Дельмас» (Бордо) Глядачів: 11 889 Арбітр: Іван Бебек (Хорватія) |

«Бордо»: Каррасо (К); Обраньяк (Плашил, 85), Діабате, Поко, Севе, Фобер, Маранж, Сертич, Планю, Тремулінас (Моріс-Беле, 85), Пундже.
«Динамо»: Коваль; Велозу, Ярмоленко, Мехмеді (Ідеє, 46), Михалик (К), Безус (Гусєв, 46), Кранчар (Гармаш, 81), Аруна, Тайво, Хачеріді, Віда.
 Діабате (29), Сертич (32), Поко (77) — Хачеріді (39), Кранчар (70).
До наступного раунду пройшов французький клуб.
Матч № 7. Ліга Європи
| 9 серпня 2018 |

| «Маріуполь» | 1 – 3 | «Бордо»                    |
| ----------- | ----- | -------------------------- |
| Мишньов 7'  | звіт  | Лаборд 33', 38' Чуамені 7' |

| «Чорноморець» (Одеса) Глядачів: 6 587 Арбітр: Іван Бебек (Хорватія) |

«Маріуполь»: Худжамов; Дава (Вакула, 66), Яворський, Биков, Полегенько, Тищенко (Горбунов, 82), Піхальонок, Мишньов, Демірі, Фомін, Чурко (Борячук, 46). Тренер — Бабич.
«Бордо»: Костіль; Гаїч (Левчук, 78), Кунде, Пабло, Пундже, Санкаре (Вада, 87), Плашил, Орельєн Чуамені, Камано, Лаборд, Юссуф (Лерагер, 78). Тренер — Поєт.
 Чурко, Демірі.
Матч № 8
| 16 серпня 2018 |

| «Бордо»                | 2 – 1 | «Маріуполь» |
| ---------------------- | ----- | ----------- |
| Пундже 54' Санкаре 56' | звіт  | Фомін 66'   |

| Новий стадіон (Бордо) Арбітр: Ендрю Даллас (Шотландія) |

«Бордо»: Костіль; Левчук, Кунде, Пабло, Пундже, Санкаре, Лерагер (Тчуамені, 62), Отавіо (Плашил, 89), Камано (Вада, 63), Де Превіль, Юссуф.
«Маріуполь»: Гальчук; Кирюханцев (Полегенько, 46), Дава (Яворський, 46), Білий, Демірі, Чурко, Піхальонок, Мишньов, Тищенко (Вакула, 62), Фомін, Борячук.
 Левчук — Борячук, Піхальонок.
До наступного раунду пройшов французький клуб.
Всього: вісім матчів, чотири перемоги, чотири нічиї, різниця забитих і пропущених м'ячів 12—7.

## У збірних
Першим представником клубу у складі національної команди Франції був Анрі Арнодо (8 березня 1942 року). Гравці-жирондисти також захищали кольори збірних Чехії, Югославії, Португалії Росії, Данії, Бельгії, Нідерландів, Польщі, Швейцарії, Греції, Ісландії, Швеції, Люксембургу та Боснії і Герцеговини. Найбільше матчів провели:
52 — Ярослав Плашил
47 — Ален Жиресс
45 — Жан Тігана
35 — Крістоф Дюгаррі
32 — Педру Паулета
26 — Патрік Баттістон
25 — Біксант Лізаразю
22 — Йоан Гуркюф
22 — Алу Діарра
22 — Андре Шорда
21 — Олексій Смертін
20 — Бернар Лякомб
20 — Маріус Трезор
19 — Жан-Марк Феррері
18 — Сільвен Вільтор
18 — Ніша Савелич
17 — Зінедін Зідан
13 — Тьєррі Тюссо
12 — Людовик Обраньяк
12 — Ульріш Раме
11 — Едуард Каргу
10 — Жерар Солер
10 — Ріхард Вітчге